# Јевреји у Црној Гори
Јевреји у Црној Гори су грађани јеврејског поријекла који живе и раде на територији Црне Горе. Историја Јевреја на овим подручјима траје два миленијума. Њихови први трагови јављају у древној Дукљи чије се рушевине налазе у непосредној близини центра Подгорице, главног града данашње Црне Горе. Пописом становништва у Црној Гори, који је спроведен 2011. године, припадници јеврејског народа због малобројности нису обухваћени као посебна пописна категорија, а према процјенама Јеврејске заједнице Црне Горе, број Јевреја у Црној Гори износи око 500.

## Историјат
Током средњег вијека, Јевреја је у границама данашње Црне Горе било у оним крајевима који су били под отоманском влашћу и то посебно на подручју Новопазарског санџаката у данашњим Пљевљима, Плаву, Гусињу, Бијелом Пољу и Беранама, као и на подручју турског приморја посебно у Улцињу. Већина тог јеврејског становништва припадало је Сефардима који су из Шпаније и Португала преко Босне или директрно из Цариграда почетком 16. вијека дошли у ове крајеве.
Најпознатији Јевреј, који је почетком 17. вијека је живио, у Улцињу је Шабатај Цеви. Човјек који је обиљежио један дио свјетске културне баштине који је својом појавом и својим учењем дао велики допринос, историји. Историја Јевреја у Црној Гори подробније је описана у дјелу чешке медијавелисткиње Ленке Блехова Челебич „Трагови Јевреја у Боки Которској“ у коме наглашава утицај Јевреја за развој трговине у тим областима наводећи да у многим трговачким пословима парирају у то вријеме доминантним дубровачким трговцима. Посебно у организацији међународне трговине. Након ратова са Наполеоном и окупације Боке и дијела данашњег црногорског приморја од стране Аустрије, а касније Аустро-Угарске том дијелу су се у поново у знатнијем броју појавили представници јеврејске нације. Били су већином концентрисани у Котору, као административном средишту. У Херцег Новом је, на потопљеном јеврејском гробљу, сахрањен познати португалски љекар и пјесник јеврејског поријекла Исаије Коен, познатији по свом пјесничком имену Флавио Еборензе Дидако Пиро који је у овом граду написао књигу о свом прогонству.
О значају, утицају и поштовању које су заслуживали Јевреји у Боки сликовито говори податак да је по наредби которског бискупа један дио гробља издвојен за сахрањивање Јевреја. За парцелу је одређен дио гробља у близини главног улаза у гробље и у непосредној близини главне гробљанске капеле. Гробље је данас у релативно добром стању и редовно се одржава.
Оно што Црну Гору издваја у односу на околне државе је то да спада у ријетка подручја у Европи на чијој територији није било ни једног концентрационог или сабирног логора из кога су Јевреји слати у логоре смрти. Нажалост Гестапо је успио да од септембра 1943, када је Њемачка након капитулације Италије окупирала Црну Гору, до фебруара 1944. идентификује већи број Јевреја који су остали у Црној Гори. Већина их је у више мањих скупина одведена прво у логор на Сајмишту, а одатле у друге логоре гдје су доживјели сличну судбину као и остали. Након Другог свјетског рата у Црној Гори је остао веома мали број Јевреја. Преживјели су се већином вратили назад у своја ранија пребивалишта. У Црној Гори су остали они које је на то навео брачни статус или радне обавезе. Тачан број Јевреја који данас живе и раде у Црној Гори је тешко одредити јер се ради већином о мјешовитим браковима.

## Јеврејска заједница Црне Горе
У септембру 2011. године основана је прва Јеврејска Заједница у Црној Гори. До тада се и није знало да ли уопште има Јевреја у Црној Гори или се сматрало да их има занемарљив број. Након неких истраживања најприје је откривено 10 породица и тада се процијенило да их има довољно да би се основала заједница. Данас се сматра да се број Јевреја у Црној Гори креће око 300.

### Синагога у Подгорици
Уношењем Сефер Торе, најсветије јеврејеке књиге, 4. новембра 2013. године у нове просторије црногорске Јеврејеке заједнице, овај простор је добио статус прве привремене Синагоге у Подгорици. Сефер Тору унио је врховни рабин Црне Горе, Луциано Моше Прелевић и овим чином свјетовни простор преиначио у прву Синагогу у савременој Црној Гори. Мјесто у којем ће одсад чланови ове заједнице као и сви Јевреји који се нађу у Подгорици имати мјесто за молитву и обављање других вјерских активности и обавеза. Вјерски објекат је привременог карактера и служиће као богомоља до изградње синагоге.